# Алфавит рабби Акивы
«Алфавит рабби Акивы» (евр. «Отиот де рабби Акива») — в иудаизме агадический трактат (мидраш) о названиях букв еврейского алфавита. Существует в двух вариантах:
- вариант А излагает спор букв еврейского алфавита за честь образовать первое слово истории миросотворения— «Берешит»;
- вариант Б является собранием аллегорико-мистических агадических текстов, внушённых названиями различных букв, и где каждая буква образует особый акростих (нотарикон)[1].

Начиная свои труды словами «Рабби Акива сказал», составители обоих вариантов приписывают тем самым их авторство Акиве (I—II века). Оба варианта приведены вместе в амстердамском издании 1708 года, как будто дополняющие друг друга.
Существует 3-й вариант, называемый «Мидраш де-рабби Акива аль ха-Таггин и Циюним», приписываемый Акиве и занимающийся изучением букв алфавита с целью найти в каждой из них какое-либо символическое обозначение Бога, творения, Торы, Израиля, а также еврейских обычаев и обрядностей. Этот вариант был опубликован Еллинеком (1873).

## Вариант А
Вариант А — древнейшего происхождения, по мнению Еллинека, и, наоборот, недавнего происхождения, по мнению Блоха, — излагает спор букв еврейского алфавита за честь образовать первое слово истории миросотворения— «Берешит». Этот мидраш является продолжением легенды, приводимой в «Берешит Рабба» и «Шир га-Ширим Рабба» (V, 11) и повествующей, что первая буква алфавита — алеф (א) — жаловалась Богу на предпочтение, оказанное букве бет, которой начинается Пятикнижие, и успокоилась только тогда, когда ей было обещано, что ею будут начаты десять заповедей, данных Богом на горе Синае (אנכי — Я есмь).

### Содержание
Все буквы, начиная с последней, тав, предъявили свои права на первенство. Но все они были отвергнуты вплоть до бет, начальной буквы слова браха («благословление», «восхваление»), которая и была выбрана. Только алеф выказал скромность, не принимая участия в общих жалобах; ему было предоставлено за это быть первым в ряду всех букв (означая собой Божественное единство) и было обещано первое место в тексте синайского откровения.
Это соперничество сопровождается агадическим изложением форм различных букв и толкованием различных сочетаний букв алфавита: например:
- соединяя 1-ю букву алфавита с последней, 2-ю со второй с конца, 3-ю с третьей с конца и т. д., получаем сочетание др.-евр.  את בש גר דק‬ и т. д.:
  - 1) את‬ (частица, обозначающая винительный падеж[4] или «возле»[5]);
  - 2) בש‬;
  - 3) גר‬ («гер», инородец[6]; прозелит[7]; неофит[8]; новообращенный в еврейство[9]);
  - 4) דק‬ (тонкий, то есть чрезмерно худощавый[10]);
- если соединить первую букву с 12-й, 2-ю с 13-й и т. д., то получим сочетание אל בם גן דס‬:
  - 1) אל‬ (Бог[11]);
  - 2) בם‬ ;
  - 3) גן‬ (сад[12]);
  - 4) דס‬ ;

при этом таким двухбуквенным словам подыскивается более или менее подходящий нравоучительный смысл.

### Комментарии
Вариант A отличается большим единством плана и, как доказал Еллинек, древнее варианта Б. Он если не совпадает, то непосредственно следует по времени за «Шаббат», согласно которому (104а) школьников эпохи Иошуи бен-Леви (начало III века) обучали еврейскому вероучению при помощи указанных мнемонических приемов, вместе с тем сообщая им правила нравственности. Еллинек даже полагает, что данный мидраш был составлен с целью познакомить детей с алфавитом.
Алфавит р. Акибы подвергся серьёзным нападкам и насмешкам со стороны караима Соломона бен-Иерухама в первой половине X столетия. Вариант A был также известен караиму Иегуде Гадасси в XIII веке.

## Вариант Б
Вариант Б — это компиляция аллегорических и мистических агад (трактатов), внушённых названиями различных букв, причём каждое название буквы образует особый акростих (нотарикон). Так, например:
- алеф, אלף, представляет нотарикон фразы др.-евр. אמת למד פיך‬ — «к правде приучай уста твои». Кроме того, алеф (א) — начальная буква названий многих добродетелей: правды (אמת) веры, אמונה, творческого слова Божия אמר и т. д.
- Бет (ב) напоминает по форме дом (баит; отсюда и название) и представляет первую букву слов ברכה «благословение», בינה созерцание, которое всего более ценится в изучении закона.
- Гимель (ג) намекает на гмилут хасадим[фр.] (милосердие — и особенно Божие), на дождь (евр. «гешем»), падающий по милости Божией, и на Его величие (гедула) в небесах и т. д.[1]

Вариант Б (который Грец считает первоначальным, еврейский же «Енох» и «Шиур кома» — лишь отрывками из него), не обладает внутренним единством плана, а представляет лишь простую компиляцию агадических отрывков, выхваченных наудачу из различных каббалистических и мидрашитских трудов, без всякой связи, кроме чисто внешней, обусловленной порядком букв алфавита; этот вариант тоже основывается на «Шаббат» (104а). Еллинек доказал, что составление его относится к сравнительно позднейшему времени, как это явствует из арабской формы букв и многочисленных указаний на арабский быт. Он получил, однако, особую ценность как хранилище тех чисто каббалистических идей, которые едва не подверглись забвению из-за выраженных в них грубо антропоморфических взглядов на Божество, оскорблявших более просвещённых людей последующего времени.

## Талмуд
Талмуд утверждает, что Моисею на Синае было сказано, что каждая буква Торы сделается предметом галахических толкований рабби Акивы бен-Иосифа, и что он и рабби Элиезер — по «Берешит Рабба» (гл. I), — сумеют найти сокровенный смысл в двойственной форме букв др.-евр. מנצפ"ך‬.